# 舍夫琴基夫斯凱 (斯泰普內市鎮)
47°45′56″N 35°25′16″E / 47.76556°N 35.42111°E
舍夫琴基夫斯凱（烏克蘭語：Шевченківське）是位於烏克蘭東南部的村莊，由扎波羅熱州扎波羅熱区的斯泰普內市鎮負責管轄。該村始建於1963年，面積7.51平方公里，海拔高度105米，2001年人口354，人口密度每平方公里47.2人。